# جوستين تومسون
جوستين تومسون (9 يناير 1981 ببرينس روبيرت في كندا - ) هو لاعب كرة قدم كندي في مركز الدفاع. شارك مع منتخب كندا تحت 17 سنة لكرة القدم ومنتخب كندا تحت 20 سنة لكرة القدم. أما مع النوادي، فقد لعب مع نادي بوري وهورنتشورتش وفيرجينيا بيتش مارينرز وPortland Timbers (2001–2010) ‏ ونادي ووستر سيتي وفانكوفر وايتكابس (نادي كرة قدم).

## وصلات خارجية
- جوستين تومسون على موقع الاتحاد الدولي (مؤرشف)  (الإنجليزية)
- جوستين تومسون على موقع قاعدة بيانات كرة القدم.إي يو (الإنجليزية)
- جوستين تومسون على موقع Soccerbase.com (لاعب) (الإنجليزية)